# Unicodeblock Javanisch
Der Unicodeblock Javanisch (engl. Javanese, U+A980 bis U+A9DF) enthält die Schriftzeichen der Javanischen Schrift. Diese wurde früher für die gleichnamige Sprache verwendet, wird heute aber nur noch für traditionelle Feste benutzt.

## Tabelle
| Unicodenummer  | Zeichen (400 %) | Kategorie                               | Bidirektionale Klasse       | Offizielle Bezeichnung            | Beschreibung                                 |
| -------------- | --------------- | --------------------------------------- | --------------------------- | --------------------------------- | -------------------------------------------- |
| U+A980 (43392) | ꦀ                | Markierung ohne Extrabreite             | Markierung ohne Extrabreite | JAVANESE SIGN PANYANGGA           | Javanisches Candrabindu                      |
| U+A981 (43393) | ꦁ                | Markierung ohne Extrabreite             | Markierung ohne Extrabreite | JAVANESE SIGN CECAK               | Javanisches Anusvara                         |
| U+A982 (43394) | ꦂ                | Markierung ohne Extrabreite             | Markierung ohne Extrabreite | JAVANESE SIGN LAYAR               | Javanisches Reph                             |
| U+A983 (43395) | ꦃ                | Markierung mit Extrabreite              | links nach rechts           | JAVANESE SIGN WIGNYAN             | Javanisches Visarga                          |
| U+A984 (43396) | ꦄ               | anderer Buchstabe, Silbe oder Ideogramm | links nach rechts           | JAVANESE LETTER A                 | Javanischer Buchstabe A                      |
| U+A985 (43397) | ꦅ               | anderer Buchstabe, Silbe oder Ideogramm | links nach rechts           | JAVANESE LETTER I KAWI            | Javanischer Buchstabe I (Kawi)               |
| U+A986 (43398) | ꦆ               | anderer Buchstabe, Silbe oder Ideogramm | links nach rechts           | JAVANESE LETTER I                 | Javanischer Buchstabe I                      |
| U+A987 (43399) | ꦇ               | anderer Buchstabe, Silbe oder Ideogramm | links nach rechts           | JAVANESE LETTER II                | Javanischer Buchstabe Ii                     |
| U+A988 (43400) | ꦈ               | anderer Buchstabe, Silbe oder Ideogramm | links nach rechts           | JAVANESE LETTER U                 | Javanischer Buchstabe U                      |
| U+A989 (43401) | ꦉ               | anderer Buchstabe, Silbe oder Ideogramm | links nach rechts           | JAVANESE LETTER PA CEREK          | Javanischer Buchstabe vokalisches R          |
| U+A98A (43402) | ꦊ               | anderer Buchstabe, Silbe oder Ideogramm | links nach rechts           | JAVANESE LETTER NGA LELET         | Javanischer Buchstabe vokalisches L          |
| U+A98B (43403) | ꦋ               | anderer Buchstabe, Silbe oder Ideogramm | links nach rechts           | JAVANESE LETTER NGA LELET RASWADI | Javanischer Buchstabe vokalisches Ll         |
| U+A98C (43404) | ꦌ               | anderer Buchstabe, Silbe oder Ideogramm | links nach rechts           | JAVANESE LETTER E                 | Javanischer Buchstabe E                      |
| U+A98D (43405) | ꦍ               | anderer Buchstabe, Silbe oder Ideogramm | links nach rechts           | JAVANESE LETTER AI                | Javanischer Buchstabe Ai                     |
| U+A98E (43406) | ꦎ               | anderer Buchstabe, Silbe oder Ideogramm | links nach rechts           | JAVANESE LETTER O                 | Javanischer Buchstabe O                      |
| U+A98F (43407) | ꦏ               | anderer Buchstabe, Silbe oder Ideogramm | links nach rechts           | JAVANESE LETTER KA                | Javanischer Buchstabe Ka                     |
| U+A990 (43408) | ꦐ               | anderer Buchstabe, Silbe oder Ideogramm | links nach rechts           | JAVANESE LETTER KA SASAK          | Javanischer Buchstabe Qa                     |
| U+A991 (43409) | ꦑ               | anderer Buchstabe, Silbe oder Ideogramm | links nach rechts           | JAVANESE LETTER KA MURDA          | Javanischer Buchstabe Kha                    |
| U+A992 (43410) | ꦒ               | anderer Buchstabe, Silbe oder Ideogramm | links nach rechts           | JAVANESE LETTER GA                | Javanischer Buchstabe Ga                     |
| U+A993 (43411) | ꦓ               | anderer Buchstabe, Silbe oder Ideogramm | links nach rechts           | JAVANESE LETTER GA MURDA          | Javanischer Buchstabe Gha                    |
| U+A994 (43412) | ꦔ               | anderer Buchstabe, Silbe oder Ideogramm | links nach rechts           | JAVANESE LETTER NGA               | Javanischer Buchstabe Nga                    |
| U+A995 (43413) | ꦕ               | anderer Buchstabe, Silbe oder Ideogramm | links nach rechts           | JAVANESE LETTER CA                | Javanischer Buchstabe Ca                     |
| U+A996 (43414) | ꦖ               | anderer Buchstabe, Silbe oder Ideogramm | links nach rechts           | JAVANESE LETTER CA MURDA          | Javanischer Buchstabe Cha                    |
| U+A997 (43415) | ꦗ               | anderer Buchstabe, Silbe oder Ideogramm | links nach rechts           | JAVANESE LETTER JA                | Javanischer Buchstabe Ja                     |
| U+A998 (43416) | ꦘ               | anderer Buchstabe, Silbe oder Ideogramm | links nach rechts           | JAVANESE LETTER NYA MURDA         | Javanischer Buchstabe Jnya                   |
| U+A999 (43417) | ꦙ               | anderer Buchstabe, Silbe oder Ideogramm | links nach rechts           | JAVANESE LETTER JA MAHAPRANA      | Javanischer Buchstabe Jha                    |
| U+A99A (43418) | ꦚ               | anderer Buchstabe, Silbe oder Ideogramm | links nach rechts           | JAVANESE LETTER NYA               | Javanischer Buchstabe Nya                    |
| U+A99B (43419) | ꦛ               | anderer Buchstabe, Silbe oder Ideogramm | links nach rechts           | JAVANESE LETTER TTA               | Javanischer Buchstabe Tta                    |
| U+A99C (43420) | ꦜ               | anderer Buchstabe, Silbe oder Ideogramm | links nach rechts           | JAVANESE LETTER TTA MAHAPRANA     | Javanischer Buchstabe Ttha                   |
| U+A99D (43421) | ꦝ               | anderer Buchstabe, Silbe oder Ideogramm | links nach rechts           | JAVANESE LETTER DDA               | Javanischer Buchstabe Dda                    |
| U+A99E (43422) | ꦞ               | anderer Buchstabe, Silbe oder Ideogramm | links nach rechts           | JAVANESE LETTER DDA MAHAPRANA     | Javanischer Buchstabe Ddha                   |
| U+A99F (43423) | ꦟ               | anderer Buchstabe, Silbe oder Ideogramm | links nach rechts           | JAVANESE LETTER NA MURDA          | Javanischer Buchstabe Nna                    |
| U+A9A0 (43424) | ꦠ               | anderer Buchstabe, Silbe oder Ideogramm | links nach rechts           | JAVANESE LETTER TA                | Javanischer Buchstabe Ta                     |
| U+A9A1 (43425) | ꦡ               | anderer Buchstabe, Silbe oder Ideogramm | links nach rechts           | JAVANESE LETTER TA MURDA          | Javanischer Buchstabe Tha                    |
| U+A9A2 (43426) | ꦢ               | anderer Buchstabe, Silbe oder Ideogramm | links nach rechts           | JAVANESE LETTER DA                | Javanischer Buchstabe Da                     |
| U+A9A3 (43427) | ꦣ               | anderer Buchstabe, Silbe oder Ideogramm | links nach rechts           | JAVANESE LETTER DA MAHAPRANA      | Javanischer Buchstabe Dha                    |
| U+A9A4 (43428) | ꦤ               | anderer Buchstabe, Silbe oder Ideogramm | links nach rechts           | JAVANESE LETTER NA                | Javanischer Buchstabe Na                     |
| U+A9A5 (43429) | ꦥ               | anderer Buchstabe, Silbe oder Ideogramm | links nach rechts           | JAVANESE LETTER PA                | Javanischer Buchstabe Pa                     |
| U+A9A6 (43430) | ꦦ               | anderer Buchstabe, Silbe oder Ideogramm | links nach rechts           | JAVANESE LETTER PA MURDA          | Javanischer Buchstabe Pha                    |
| U+A9A7 (43431) | ꦧ               | anderer Buchstabe, Silbe oder Ideogramm | links nach rechts           | JAVANESE LETTER BA                | Javanischer Buchstabe Ba                     |
| U+A9A8 (43432) | ꦨ               | anderer Buchstabe, Silbe oder Ideogramm | links nach rechts           | JAVANESE LETTER BA MURDA          | Javanischer Buchstabe Bha                    |
| U+A9A9 (43433) | ꦩ               | anderer Buchstabe, Silbe oder Ideogramm | links nach rechts           | JAVANESE LETTER MA                | Javanischer Buchstabe Ma                     |
| U+A9AA (43434) | ꦪ               | anderer Buchstabe, Silbe oder Ideogramm | links nach rechts           | JAVANESE LETTER YA                | Javanischer Buchstabe Ya                     |
| U+A9AB (43435) | ꦫ               | anderer Buchstabe, Silbe oder Ideogramm | links nach rechts           | JAVANESE LETTER RA                | Javanischer Buchstabe Ra                     |
| U+A9AC (43436) | ꦬ               | anderer Buchstabe, Silbe oder Ideogramm | links nach rechts           | JAVANESE LETTER RA AGUNG          | Javanischer Buchstabe ehrenhaftes Ra         |
| U+A9AD (43437) | ꦭ               | anderer Buchstabe, Silbe oder Ideogramm | links nach rechts           | JAVANESE LETTER LA                | Javanischer Buchstabe La                     |
| U+A9AE (43438) | ꦮ               | anderer Buchstabe, Silbe oder Ideogramm | links nach rechts           | JAVANESE LETTER WA                | Javanischer Buchstabe Wa                     |
| U+A9AF (43439) | ꦯ               | anderer Buchstabe, Silbe oder Ideogramm | links nach rechts           | JAVANESE LETTER SA MURDA          | Javanischer Buchstabe Sha                    |
| U+A9B0 (43440) | ꦰ               | anderer Buchstabe, Silbe oder Ideogramm | links nach rechts           | JAVANESE LETTER SA MAHAPRANA      | Javanischer Buchstabe Ssa                    |
| U+A9B1 (43441) | ꦱ               | anderer Buchstabe, Silbe oder Ideogramm | links nach rechts           | JAVANESE LETTER SA                | Javanischer Buchstabe Sa                     |
| U+A9B2 (43442) | ꦲ               | anderer Buchstabe, Silbe oder Ideogramm | links nach rechts           | JAVANESE LETTER HA                | Javanischer Buchstabe Ha                     |
| U+A9B3 (43443) | ꦳                | Markierung ohne Extrabreite             | Markierung ohne Extrabreite | JAVANESE SIGN CECAK TELU          | Javanischer Buchstabe Nukta                  |
| U+A9B4 (43444) | ꦴ                | Markierung mit Extrabreite              | links nach rechts           | JAVANESE VOWEL SIGN TARUNG        | Javanisches Vokalzeichen Aa                  |
| U+A9B5 (43445) | ꦵ                | Markierung mit Extrabreite              | links nach rechts           | JAVANESE VOWEL SIGN TOLONG        | Javanisches Vokalzeichen O                   |
| U+A9B6 (43446) | ꦶ                | Markierung ohne Extrabreite             | Markierung ohne Extrabreite | JAVANESE VOWEL SIGN WULU          | Javanisches Vokalzeichen I                   |
| U+A9B7 (43447) | ꦷ                | Markierung ohne Extrabreite             | Markierung ohne Extrabreite | JAVANESE VOWEL SIGN WULU MELIK    | Javanisches Vokalzeichen Ii                  |
| U+A9B8 (43448) | ꦸ                | Markierung ohne Extrabreite             | Markierung ohne Extrabreite | JAVANESE VOWEL SIGN SUKU          | Javanisches Vokalzeichen U                   |
| U+A9B9 (43449) | ꦹ                | Markierung ohne Extrabreite             | Markierung ohne Extrabreite | JAVANESE VOWEL SIGN SUKU MENDUT   | Javanisches Vokalzeichen Uu                  |
| U+A9BA (43450) | ꦺ                | Markierung mit Extrabreite              | links nach rechts           | JAVANESE VOWEL SIGN TALING        | Javanisches Vokalzeichen E                   |
| U+A9BB (43451) | ꦻ                | Markierung mit Extrabreite              | links nach rechts           | JAVANESE VOWEL SIGN DIRGA MURE    | Javanisches Vokalzeichen Ai                  |
| U+A9BC (43452) | ꦼ                | Markierung ohne Extrabreite             | Markierung ohne Extrabreite | JAVANESE VOWEL SIGN PEPET         | Javanisches Vokalzeichen Ae                  |
| U+A9BD (43453) | ꦽ                | Markierung mit Extrabreite              | links nach rechts           | JAVANESE CONSONANT SIGN KERET     | Javanisches Konsonantenzeichen vokalisches R |
| U+A9BE (43454) | ꦾ                | Markierung mit Extrabreite              | links nach rechts           | JAVANESE CONSONANT SIGN PENGKAL   | Javanisches Konsonantenzeichen mediales Ya   |
| U+A9BF (43455) | ꦿ                | Markierung mit Extrabreite              | links nach rechts           | JAVANESE CONSONANT SIGN CAKRA     | Javanisches Konsonantenzeichen mediales Ra   |
| U+A9C0 (43456) | ꧀                | Markierung mit Extrabreite              | links nach rechts           | JAVANESE PANGKON                  | Javanisches Virama                           |
| U+A9C1 (43457) | ꧁               | andere Interpunktion                    | links nach rechts           | JAVANESE LEFT RERENGGAN           | Javanisches linkes Ornamentzeichen           |
| U+A9C2 (43458) | ꧂               | andere Interpunktion                    | links nach rechts           | JAVANESE RIGHT RERENGGAN          | Javanisches rechtes Ornamentzeichen          |
| U+A9C3 (43459) | ꧃               | andere Interpunktion                    | links nach rechts           | JAVANESE PADA ANDAP               | Javanisches formelles Anredezeichen          |
| U+A9C4 (43460) | ꧄               | andere Interpunktion                    | links nach rechts           | JAVANESE PADA MADYA               | Javanisches familiäres Anredezeichen         |
| U+A9C5 (43461) | ꧅               | andere Interpunktion                    | links nach rechts           | JAVANESE PADA LUHUR               | Javanisches unhöfliches Anredezeichen        |
| U+A9C6 (43462) | ꧆               | andere Interpunktion                    | links nach rechts           | JAVANESE PADA WINDU               | Javanisches fehlendes Anredezeichen          |
| U+A9C7 (43463) | ꧇               | andere Interpunktion                    | links nach rechts           | JAVANESE PADA PANGKAT             | Javanischer Doppelpunkt                      |
| U+A9C8 (43464) | ꧈               | andere Interpunktion                    | links nach rechts           | JAVANESE PADA LINGSA              | Javanisches Danda                            |
| U+A9C9 (43465) | ꧉               | andere Interpunktion                    | links nach rechts           | JAVANESE PADA LUNGSI              | Javanisches doppeltes Danda                  |
| U+A9CA (43466) | ꧊               | andere Interpunktion                    | links nach rechts           | JAVANESE PADA ADEG                | Javanisches Trennzeichen                     |
| U+A9CB (43467) | ꧋               | andere Interpunktion                    | links nach rechts           | JAVANESE PADA ADEG ADEG           | Javanisches Abschnittszeichen                |
| U+A9CC (43468) | ꧌               | andere Interpunktion                    | links nach rechts           | JAVANESE PADA PISELEH             | Javanisches Markierungszeichen               |
| U+A9CD (43469) | ꧍               | andere Interpunktion                    | links nach rechts           | JAVANESE TURNED PADA PISELEH      | Javanisches gedrehtes Markierungszeichen     |
| U+A9CF (43471) | ꧏ               | modifizierender Buchstabe               | links nach rechts           | JAVANESE PANGRANGKEP              | Javanisches Reduplikationszeichen            |
| U+A9D0 (43472) | ꧐               | Dezimalziffer                           | links nach rechts           | JAVANESE DIGIT ZERO               | Javanische Ziffer Null                       |
| U+A9D1 (43473) | ꧑               | Dezimalziffer                           | links nach rechts           | JAVANESE DIGIT ONE                | Javanische Ziffer Eins                       |
| U+A9D2 (43474) | ꧒               | Dezimalziffer                           | links nach rechts           | JAVANESE DIGIT TWO                | Javanische Ziffer Zwei                       |
| U+A9D3 (43475) | ꧓               | Dezimalziffer                           | links nach rechts           | JAVANESE DIGIT THREE              | Javanische Ziffer Drei                       |
| U+A9D4 (43476) | ꧔               | Dezimalziffer                           | links nach rechts           | JAVANESE DIGIT FOUR               | Javanische Ziffer Vier                       |
| U+A9D5 (43477) | ꧕               | Dezimalziffer                           | links nach rechts           | JAVANESE DIGIT FIVE               | Javanische Ziffer Fünf                       |
| U+A9D6 (43478) | ꧖               | Dezimalziffer                           | links nach rechts           | JAVANESE DIGIT SIX                | Javanische Ziffer Sechs                      |
| U+A9D7 (43479) | ꧗               | Dezimalziffer                           | links nach rechts           | JAVANESE DIGIT SEVEN              | Javanische Ziffer Sieben                     |
| U+A9D8 (43480) | ꧘               | Dezimalziffer                           | links nach rechts           | JAVANESE DIGIT EIGHT              | Javanische Ziffer Acht                       |
| U+A9D9 (43481) | ꧙               | Dezimalziffer                           | links nach rechts           | JAVANESE DIGIT NINE               | Javanische Ziffer Neun                       |
| U+A9DE (43486) | ꧞               | andere Interpunktion                    | links nach rechts           | JAVANESE PADA TIRTA TUMETES       | Javanische Ellipse (1)                       |
| U+A9DF (43487) | ꧟               | andere Interpunktion                    | links nach rechts           | JAVANESE PADA ISEN-ISEN           | Javanische Ellipse (2)                       |